# Lokomotywa nr 3 (tramwaje w Timișoarze)
Lokomotywa nr 3 tramwajów w Timișoarze (rum. Locomotiva 3, w skrócie L3) – wagon techniczny, eksploatowany niegdyś przez sieć tramwajową w Timișoarze w Rumunii. Czteroosiowa lokomotywa elektryczna z umieszczoną pośrodku kabiną motorniczego, zaprojektowana została w 1955 r., a zbudowana w 1956 r. Wagon został zbudowany własnymi siłami ówczesnego przedsiębiorstwa Întreprinderea de Transport, Apă și Salubritate (I.T.A.S.), mieszczącego się w Timișoarze. Lokomotywa posiadała 4 silniki, każdy o mocy 36 KW.

## Historia
Budowa lokomotywy nr 3 była konieczna z powodu wzrastającej popularności linii tramwaju towarowego, funkcjonującej w przemysłowej części miasta. Z biegiem lat wiele zakładów przyłączono do ww. linii, przez co zwiększyła się ilość przewożonych towarów; zarówno dostarczona w 1916 r. lokomotywa nr 1 (L1), jak i zbudowana własnymi siłami w 1928 r. lokomotywa nr 2 (L2), nie wystarczała już do obsługi linii i konieczne stało się pozyskanie nowego wagonu.
Wraz ze zmniejszeniem w 1975 r. liczby kursów tramwaju towarowego, lokomotywa nr 3 wraz z lokomotywą nr 2 przeszła na własność lokalnego browaru Timișoreana. Na skutek przejęcia obsługi połączenia towarowego do browaru przez lokomotywy spalinowe, należące do państwowego przewoźnika kolejowego Căile Ferate Române (C.F.R.), lokomotywa nr 3 zaczęła służyć jako wagon manewrowy na terenie zakładu.
Eksploatację lokomotywy zakończono w 2003 r. wraz z zamknięciem bocznicy do browaru dla ruchu towarowego. W późniejszym czasie dołączyła ona do stojącej na podwórku browaru lokomotywy nr 2, którą wycofano z ruchu w drugiej połowie lat 90. XX wiek. 15 stycznia 2015 r. lokomotywę przekazano przedsiębiorstwu komunikacyjnemu w celach muzealnych i umieszczono w zajezdni tramwajowej Dâmbovița. W przeciwieństwie do lokomotywy nr 2, która eksponowana jest jako pomnik na terenie browaru, lokomotywa nr 3 nie została poddana remontowi i znajduje się obecnie w złym stanie technicznym.
Z biegiem lat lokomotywa nr 3 zmieniała kilkakrotnie swoje malowanie. Początkowo była ona, podobnie jak większość ówczesnych wagonów technicznych, polakierowana na kolor ciemnozielony. W 1980 r. pomalowano ją na wzór lokomotywy nr 2 na kolor niebiesko-szary, nim na przełomie lat 1995/1996 uzyskała barwy biało-żółte. Około roku 2000 wagon polakierowano w całości na kolor żółty.

## Dostawy
W 1956 r. powstał jedyny wagon tego typu.
| Państwo        | Miasto         | Lata dostaw    | Liczba | Oznaczenia |
| -------------- | -------------- | -------------- | ------ | ---------- |
| Rumunia        | Timișoara      | 1956           | 1      |            |
| Łączna liczba: | Łączna liczba: | Łączna liczba: | 1      |            |